# Acontio
Acontio (en griego, Ἀκόντιον) fue una antigua ciudad griega situada en Arcadia.
Pausanias dice que fue una de las poblaciones pertenecientes al territorio de los parrasios que se unieron para poblar Megalópolis pero no vuelve a mencionar ninguna información sobre ella. El otro único autor que cita esta ciudad es Esteban de Bizancio.